# WD 0346+246
Désignations
WD 0346+246 est une naine blanche. Elle a été découverte en 1997 lors de l'examen de photographies prises pour l'étude des naines brunes dans les Pléiades qui a révélé une étoile pâle avec un fort mouvement propre. C'est une des plus froides naines blanches connues, avec une température effective estimée approximativement à 3 900 K. Elle est distante d'environ ∼ 129 a.l. (∼ 39,6 pc) de la Terre.